# Trivia dakarensis
Trivia dakarensis is een slakkensoort uit de familie van de Triviidae. De wetenschappelijke naam van de soort is voor het eerst geldig gepubliceerd in 1967 door Schilder.